# Lewisville (Texas)
Lewisville és una població dels Estats Units a l'estat de Texas. Segons el cens del 2000 tenia 105.000 habitants.

## Demografia
Segons el cens del 2000, Lewisville tenia 77.737 habitants, 30.043 habitatges, i 19.828 famílies. La densitat de població era de 815,8 habitants/km².
Dels 30.043 habitatges en un 36,2% hi vivien nens de menys de 18 anys, en un 52,3% hi vivien parelles casades, en un 9,6% dones solteres, i en un 34% no eren unitats familiars. En el 25,2% dels habitatges hi vivien persones soles el 2,9% de les quals corresponia a persones de 65 anys o més que vivien soles. El nombre mitjà de persones vivint en cada habitatge era de 2,58 i el nombre mitjà de persones que vivien en cada família era de 3,13.
Per edats la població es repartia de la següent manera: un 26,6% tenia menys de 18 anys, un 11,8% entre 18 i 24, un 41,2% entre 25 i 44, un 16,1% de 45 a 60 i un 4,3% 65 anys o més.
L'edat mediana era de 30 anys. Per cada 100 dones de 18 o més anys hi havia 99,1 homes.
La renda mediana per habitatge era de 54.771$ i la renda mediana per família de 63.719$. Els homes tenien una renda mediana de 41.058$ mentre que les dones 31.705$. La renda per capita de la població era de 24.703$. Aproximadament el 3,9% de les famílies i el 6% de la població estaven per davall del llindar de pobresa.

## Poblacions més properes
El següent diagrama mostra les poblacions més properes.